# Fibra de vidre
|  | No s'ha de confondre amb Llana de vidre o Fiberglass. |

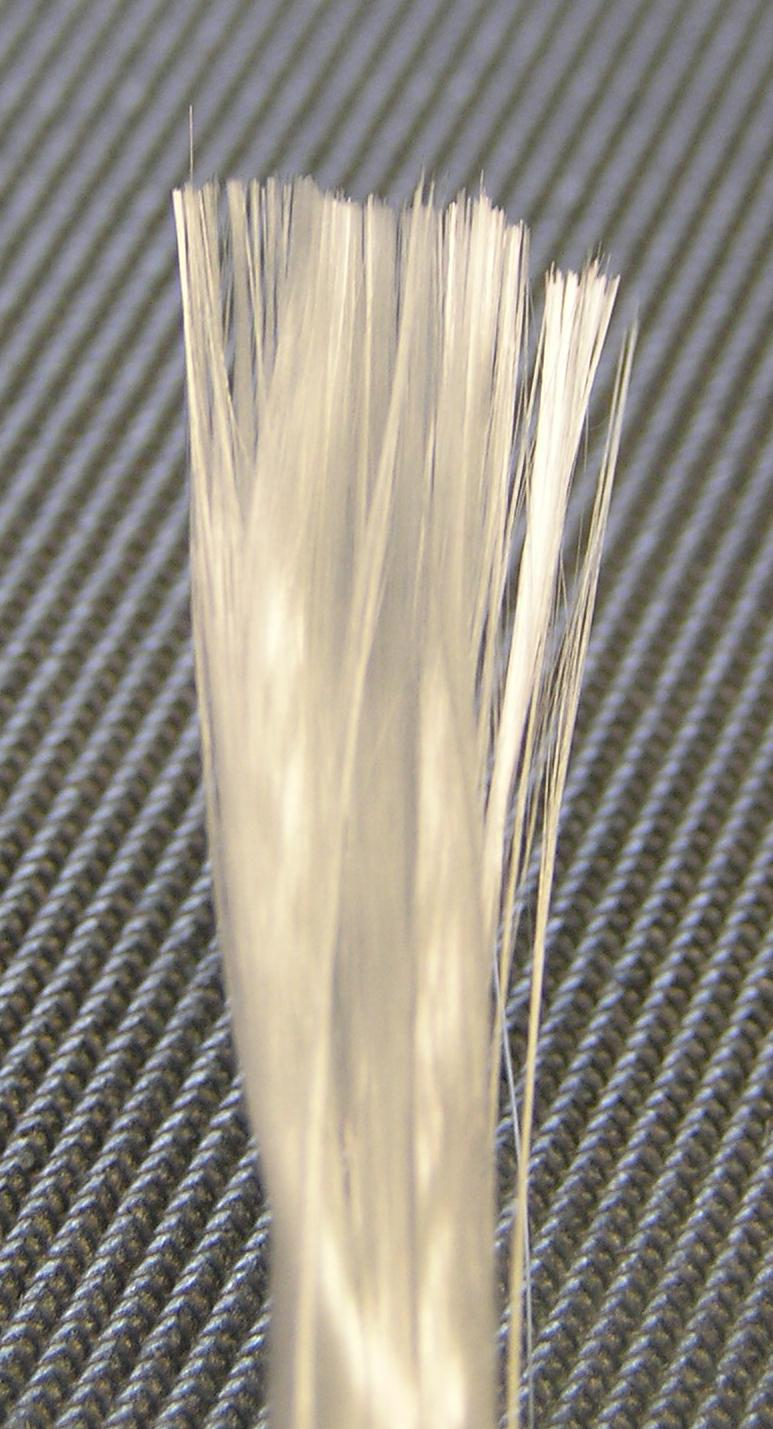
Manoll de fibres de vidre

La fibra de vidre és un material format per filaments extremadament fins i molt lleugers de vidre, generalment entre 1 μm i 8 μm. És d'un color blanquinós, flexible, lluent, i té un tacte sedós quan es presenta en feixos ordenats, obtingut a partir l'US.patent 2230272, que cal no confondre amb la massa de llana de vidre emprada com aïllament, amb fibres curtes desordenades, normalment de color groc, que és més aviat aspre i punxent, i que és un altre producte pertanyent a una patent diferent. És molt bon aïllant tèrmic i de l'electricitat. Té una gran resistència mecànica i és difícilment inflamable. Normalment, s'utilitza per a roba industrial i com a aïllant tèrmic i acústic, i en forma de fibra òptica per a la transmissió de senyals lumínics, ja que assoleix una alta capacitat de transmissió de dades.

## Procés de fabricació
Es parteix de la fusió de sorra natural i vidre reciclat que es fa a una temperatura de 1.450 °C, el vidre que es produeix així es converteix en fibres. La cohesió i resistència mecànica del material produït s'obté per la presència de materials aglutinants que cimenten les fibres i les mantenen juntes. La fibra de vidre s'escalfa a 200 °C per polimeritzar-ne la resina i és calandrada per donar-li resistència i estabilitat.

## Aplicacions
Se'n poden destacar :
- Tancs d'emmagatzematge.
- Construcció d'edificis.
- Canonades.
- Sector naval: casc dels vaixells
- Sector electrònic: PCB
- Bicicletes